# Pedionis palniensis
Pedionis palniensis är en insektsart som beskrevs av Chandrasekhara A. Viraktamath 1981. Pedionis palniensis ingår i släktet Pedionis och familjen dvärgstritar. Inga underarter finns listade i Catalogue of Life.